# Dilara Aksüyek

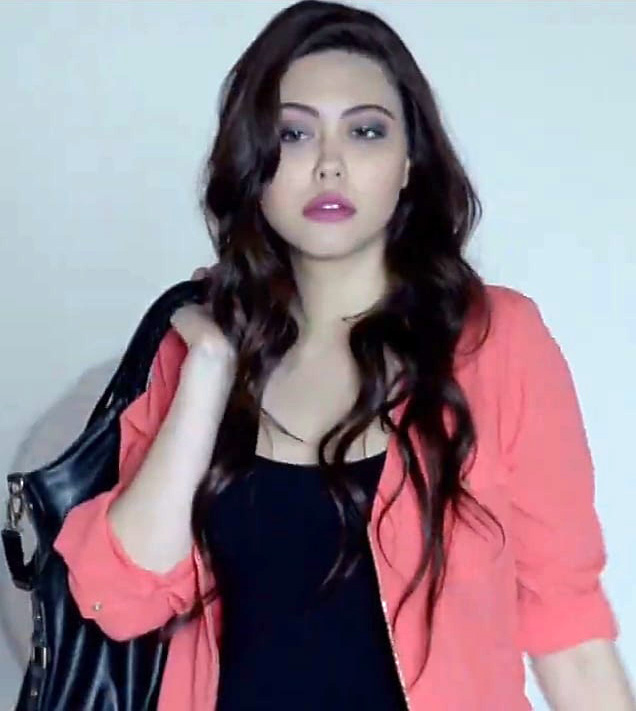
Dilara Aksüyek, 2020

Dilara Aksüyek (* 24. Juli 1987 in Karşıyaka) ist eine türkische Schauspielerin.

## Leben und Karriere
Aksüyek wurde am 24. Juli 1987 in Karşıyaka geboren. In ihrem siebten Lebensjahr zog ihre Familie nach Edirne. 2007 zog Aksüyek nach Istanbul, um am Müjdat Gezen Art Centre zu studieren. Ihr Debüt gab sie 2012 in der Fernsehserie Evlerden Biri. Anschließend trat Aksüyek 2013 in Merhamet auf. Unter anderem spielten sie in Kadim Dostum mit.
2015 bekam sie eine Rolle in der Serie Muhteşem Yüzyıl: Kösem. Ihren Durchbruch hatte sie 2017 in İstanbullu Gelin, wo Aksüyek die Hauptrolle gespielt hat.

## Filmografie
- 2012: Evlerden Biri
- 2013: Merhamet
- 2014: Kadim Dostum
- 2015: Adı Mutluluk
- 2015: Muhteşem Yüzyıl: Kösem
- 2016: Mahrumlar
- 2017–2019: İstanbullu Gelin
- 2020–2021: Arıza
- 2021: Baş Belası
- 2022: Baba